# Jeux du Canada d'été de 2009
Navigation
Édition précédente Édition suivante
Les Jeux du Canada d'été de 2009 sont des compétitions sportives qui ont opposé les provinces et les territoires du Canada au cours de l'été 2009.
Les Jeux du Canada sont présentés tous les deux ans, en alternance l'hiver et l'été. En 2009, les jeux ont eu lieu à l'Île du Prince-Édouard du 15 au 29 août 2009.

## Tableau des médailles
| Rang  | Province / Territoire     | Médaille d'or | Médaille d'argent | Médaille de bronze | Total |
| 1     | Ontario                   | 70            | 68                | 63                 | 201   |
| 2     | Colombie-Britannique      | 57            | 43                | 45                 | 145   |
| 3     | Québec                    | 42            | 53                | 50                 | 145   |
| 4     | Nouvelle-Écosse           | 26            | 10                | 26                 | 52    |
| 5     | Alberta                   | 20            | 31                | 25                 | 76    |
| 6     | Saskatchewan              | 13            | 15                | 20                 | 48    |
| 7     | Manitoba                  | 5             | 10                | 9                  | 24    |
| 8     | Île-du-Prince-Édouard     | 2             | 1                 | 1                  | 4     |
| 9     | Yukon                     | 2             | 0                 | 2                  | 4     |
| 10    | Nouveau-Brunswick         | 1             | 4                 | 2                  | 7     |
| 11    | Terre-Neuve-et-Labrador   | 0             | 4                 | 2                  | 6     |
| 12    | Territoires du Nord-Ouest | 0             | 0                 | 0                  | 0     |
| 12    | Nunavut                   | 0             | 0                 | 0                  | 0     |
| Total | Total                     | 238           | 239               | 235                | 712   |